# Ямино (Вілейський район)
Ямино (біл. вёска Яміна) — село в складі Вілейського району Мінської області, Білорусь. Село підпорядковане Хотеньчицькій сільській раді, розташоване в північній частині області.

## Історія
У 1921–1945 роках село знаходилось у Польщі, у Вільнюській губернії, Вілейського повіту, гміні Хотеньчиці.

## Населення
- 1921 рік - 35 люди, 4 будинки[1].
- 1931 рік - 29 люди, 6 будинки[2].